# Kedadrama bifasciata
Kedadrama bifasciata är en tvåvingeart som först beskrevs av Hardy 1981.  Kedadrama bifasciata ingår i släktet Kedadrama och familjen borrflugor. Inga underarter finns listade i Catalogue of Life.